# Manuel Carballo Lores
Manuel Carballo Lores (Lérez, 6 de octubre de 1915 – Valladolid, enero de 2001), conocido simplemente como Carolo, fue un futbolista y entrenador español, recordado por su paso por el Real Valladolid y el Pontevedra CF.

## Biografía
Formó parte del histórico Eiriña CF en las primeras temporadas de los años 1930, y tras defender los colores del Deportivo de La Coruña y el Racing de Ferrol, fue convocado como integrante de la Selección Gallega para la Olimpiada Popular de 1936. Después de la Guerra Civil ofreció su mejor fútbol durante cinco temporadas consecutivas como extremo derecho en el Real Valladolid, lo que le llevó a fichar por el Pontevedra CF del Trienio de Oro (1945-1948), al que quedaría vinculado hasta su retirada.
Posteriormente fue entrenador del Pontevedra CF en las temporadas 1951-1952 y 1955-1956, y al margen de sendas experiencias al frente del Marín CF (1952-1953) y del Bueu SD (1960-1961), pasó el resto de su carrera como segundo entrenador del Pontevedra CF con Marcel Domingo, Juanito Ochoa o Héctor Rial, llegando a dirigir al equipo como interino en Primera División antes de la llegada del exmadridista Louis Hon, en 1969, y retirándose en la segunda mitad de los años 1970.

## Vida personal
Fue sobrino de Sebastián Lores González, Jefe Provincial del Sindicato de la Construcción, y tío segundo de Agustín Estévez Lores “Tito”, portero del Pontevedra CF que vivió los ascensos del equipo granate de Tercera a Primera División.